# 徳重・名古屋芸大駅
徳重・名古屋芸大駅（とくしげ・なごやげいだいえき）は、愛知県北名古屋市徳重広畑にある、名古屋鉄道犬山線の駅。駅番号はIY05。

## 駅名
旧称は徳重駅。名古屋芸術大学と旧・西春町が名鉄に対し、大学名を併記するよう要望を出していたが、空港線の開業に併せた駅名改称のタイミングに合わせることで駅名変更が実現した。
manacaの乗降履歴に表示される駅名は「徳重名芸」であり、名古屋市営地下鉄桜通線徳重駅の「市地徳重」と区別している。
当駅は改称後の漢字表記が・（中黒）を含めて8文字となっているため、3500系などのLED列車案内表示ではスクロール案内される。

## 歴史

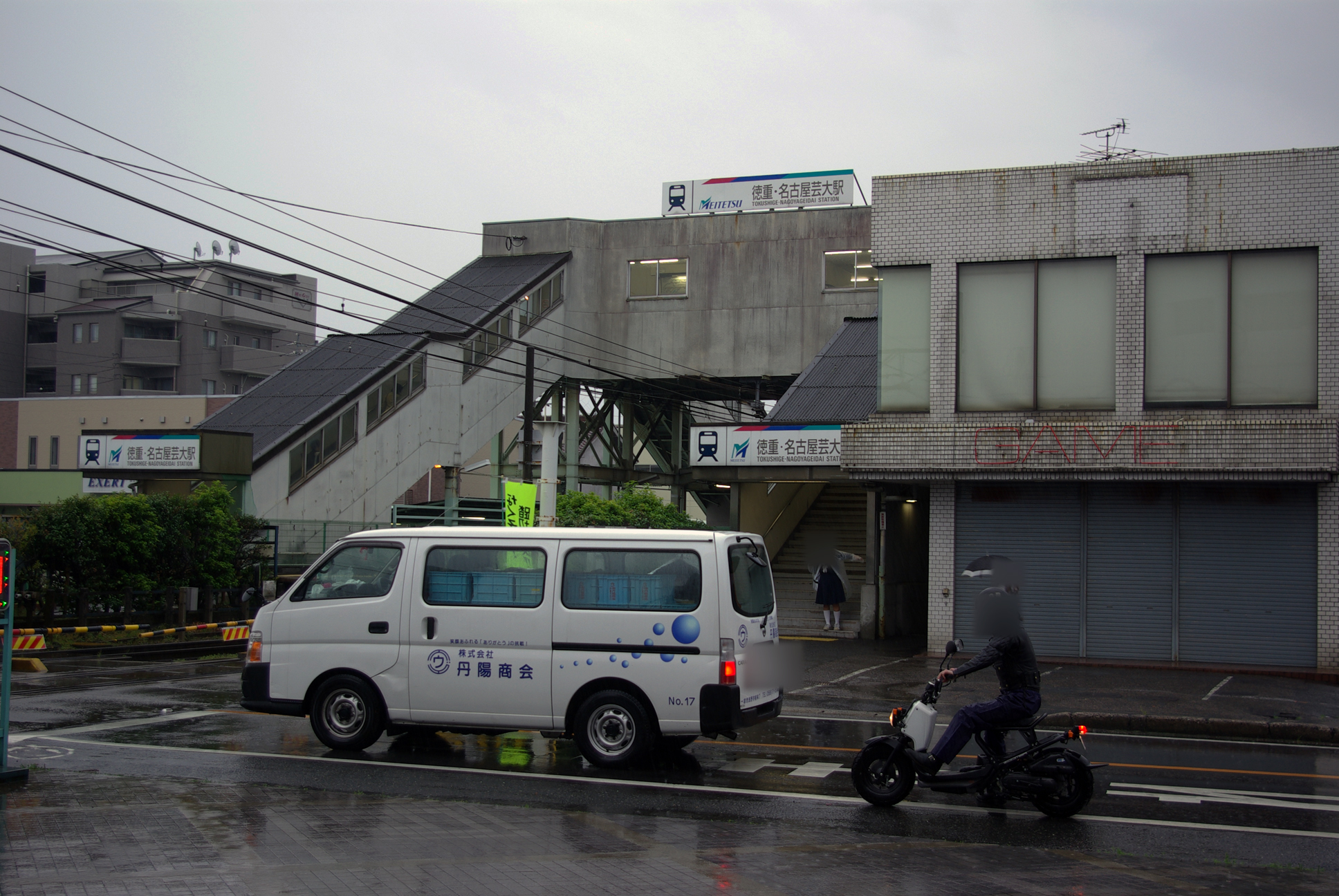
旧駅舎（2009年4月）

- 1912年（大正元年）8月6日 - 徳重駅として開業。
- 1944年（昭和19年） - 休止。
- 1946年（昭和21年）9月15日 - 復活。当初は無人駅[2]。
- 1967年（昭和42年）2月10日 - 業務委託化され再度駅員が配置される[2]。
- 1980年（昭和55年）12月25日 - 橋上駅舎化[3]。
- 1990年（平成2年）10月29日 - 準急が廃止され普通停車駅となる。
- 2004年（平成16年）
  - 1月16日 - 駅集中管理システムの整備により、駅員配置の時間を7:00～22:00とする。
  - 2月15日 - SFパノラマカード、ユリカが使用可能となる。
- 2005年（平成17年）1月29日 - ダイヤ改正と同時に徳重・名古屋芸大駅に駅名を変更[4]。
- 2009年（平成21年）12月16日 - バリアフリー化に伴い、東改札口（上りホーム側駅舎）を供用開始。バリアフリー化は2009年度内に完了。
- 2010年（平成22年）3月18日 - 西改札口（下りホーム側駅舎）の供用開始。
- 2011年（平成23年）2月11日 - ICカード乗車券「manaca」供用開始。
- 2012年（平成24年）2月29日 - トランパス供用終了。
- 2022年（令和4年）3月1日 - 土休日のみ終日無人化[5]。

## 駅構造
8両編成対応の相対式ホーム2面2線を有する地上駅。特殊勤務駅（管理駅は犬山）で、平日の7:00～19:00の間に東改札口に駅員が配置され、窓口が営業されている。改札口は各ホームの犬山寄りに1箇所あり、付近には自動券売機（継続manaca定期乗車券及び新規manaca通勤定期乗車券の購入も可能ではあるが、名鉄ミューズカードでの決済は7:00～22:00の間に限られる）及び自動精算機（ICカードのチャージ等も可能）を1台ずつ備えている。また、西改札口付近（自動精算機の反対側）にはバリアフリー対応のトイレが設置されている。
改札口付近には互いのホームを行き来できる跨線橋が設けられているが、改札内にはエレベーターやエスカレーターが装備されていないため、車椅子使用者が駅を利用する際に逆方向のホームを利用するには改札外の踏切を渡る必要がある。

### のりば
| 番線 | 路線      | 方向 | 行先                       |
| ---- | --------- | ---- | -------------------------- |
| 1    | IY 犬山線 | 下り | 岩倉・犬山方面             |
| 2    | IY 犬山線 | 上り | 名鉄名古屋・金山・伏見方面 |

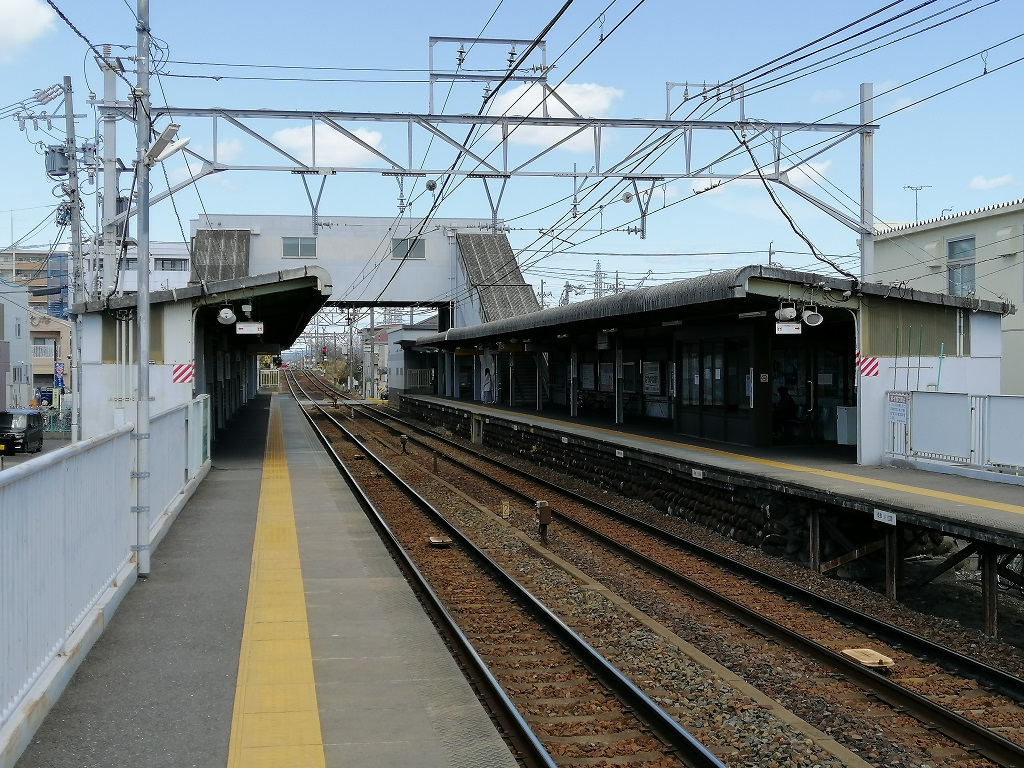
ホーム
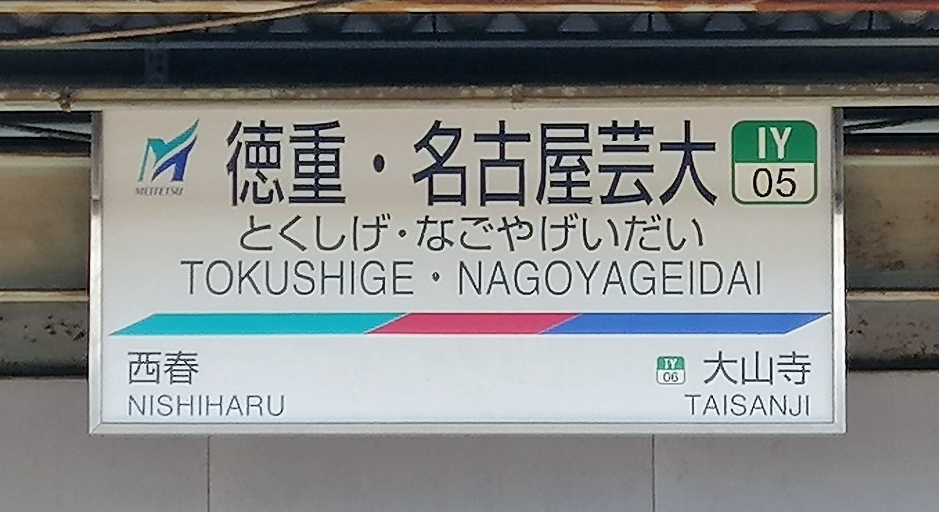
駅名標

### 配線図
| ← 上小田井・ 名古屋方面 | 徳重・名古屋芸大駅 構内配線略図 | → 岩倉・ 犬山方面 |
| 凡例 出典:              |                                 |                   |

### バリアフリー対応化改修
当駅は元々は橋上駅舎の構造（跨線橋に駅舎が設けられているタイプの駅）であり、駅の北側にある踏切の東側もしくは西側から階段を上って駅舎に入り、改札を通って上り線または下り線のホームへと続く階段を降りる動線となっていたが、2009年度（平成21年度）にバリアフリー対応化工事が行われ、上下線の改札は別個となり、それぞれのホーム上に地上駅舎が設けられた。旧駅舎部分は改札外階段の撤去と改札口の封鎖を施した上で、改札内連絡通路に転用して使用されている。

## 利用状況
- 「移動等円滑化取組報告書」によると、2020年度の1日平均乗降人員は8,592人であった[9]。
- 『名鉄120年：近20年のあゆみ』によると2013年度当時の1日平均乗降人員は10,370人であり、この値は名鉄全駅（275駅）中35位、犬山線（17駅）中7位であった[10]。
- 『名古屋鉄道百年史』によると1992年度当時の1日平均乗降人員は9,676人であり、この値は岐阜市内線均一運賃区間内各駅（岐阜市内線・田神線・美濃町線徹明町駅 - 琴塚駅間）を除く名鉄全駅（342駅）中45位、 犬山線（17駅）中7位であった[11]。
- 愛知県の統計によると、1日平均の乗車人員（降車客含まず）は2007年度（平成19年度）で4,786人、2008年度（平成20年度）で4,752人であった。

### 補足
普通列車しか停車しないが、駅付近に名古屋芸術大学の他愛知県立西春高等学校があるため学生などの利用者が多く、快速急行停車駅の布袋駅、扶桑駅よりも多い。また、当路線内の普通列車のみ停車する駅では最も利用が多い。なお、1990年（平成2年）10月29日のダイヤ改正以前は準急停車駅で、同改正後も平日の朝の一部の急行が特別停車していたが、1993年（平成5年）8月12日のダイヤ改正で急行の特別停車はなくなり、逆に当駅と隣の大山寺駅を特別通過する犬山駅発の名古屋市営地下鉄鶴舞線直通の普通が平日朝にのみ3本設定された。この3本の普通はその後、1999年（平成11年）5月10日のダイヤ改正からは当駅および大山寺駅にも停車する形に改められたため、現在は全ての普通列車が当駅に停車する。

## 駅周辺
周辺は住宅地である。当駅は、2006年（平成18年）の合併前の旧西春日井郡西春町の町内にあり、当駅の南側から東側にかけて、同町と師勝町との境界があった。
駅のすぐ北側には愛知県道161号名古屋豊山稲沢線が東西に通っており、徳重1号踏切で平面交差している。この徳重1号踏切と、駅南側にある西春5号踏切は、自動車の円滑な通行の妨げになる「自動車ボトルネック踏切」として全国連続立体交差事業促進協議会の緊急対策踏切リストに掲載されている踏切であり、当駅周辺では慢性的に交通渋滞が発生している。愛知県と北名古屋市が当駅周辺の連続立体交差化事業を進めているが、平成23年度の段階ではまだ調査の段階である。
当駅は北名古屋市に位置するが、駅のすぐ北側を流れる五条川を渡ると岩倉市に入る。

### 東側
- いちい信用金庫師勝西支店
- 師勝坂巻郵便局
- 名古屋芸術大学東キャンパス
- ヨシヅヤ師勝店（ショッピングセンター）
- 北名古屋水道企業団
- 名古屋銀行師勝支店
- きたバス「徳重名芸大駅」バス停

### 西側
- 名古屋芸術大学西キャンパス
- 愛知県立西春高等学校
- 西春郵便局
- きたバス「徳重名芸大駅」バス停

## 隣の駅
名古屋鉄道
IY 犬山線
□ミュースカイ・□快速特急・■特急・□快速急行・■急行・■準急
通過
■普通
西春駅（IY04） - 徳重・名古屋芸大駅（IY05） - 大山寺駅（IY06）